# Сорвилье
Сорвилье (нем. Sorvilier) — коммуна в Швейцарии, в кантоне Берн.
Входит в состав округа Мутье. Население составляет 269 человек (на 31 декабря 2006 года). Официальный код — 0711.